# Predsjednički park
Predsjednički park, ponegdje i Lafayettov park, naziv je za gradski park i povijesni kompleks u Washingtonu, koji obuhvaća zelene površine Bijele kuće, službenog boravišta Predsjednika Sjedinjenih Američkih Država. Svoj drugi naziv, Lafayettov park, dobio je zbog toga što spada u područje Lafayettovog trga. Predsjednički park dio je kompleksa Bijele kuće te se nalazi u Nacionalnom registru povijesnih mjesta, čime je zaštićen zakonom kao kulturno-povijesno dobro SAD-a. Parkom upravlja Nacionalna služba za parkove (National Park Service) koja se brine o održavanju i uređenju parka.
Predsjednički park bio je mjestom održavanja dvogodišnjih prosvjeda protiv Rata u Iraku tijekom 2006. i 2007. godine.

## Vanjske poveznice

### Mrežna sjedišta
- Predsjednički park na stranicama Nacionalne službe za parkove (engl.)
- Službene stranice Udruga za proučavanje povijesti Bijele Kuće (engl.)

### Sestrinski projekti
|  | Zajednički poslužitelj ima još gradiva o temi Predsjednički park |